# Sundakricka
Sundakricka (Anas gibberifrons) är en asiatisk fågel i familjen änder inom ordningen andfåglar. Fågeln förekommer i Sydostasien, från Java och Sulawesi till Timor. Den minskar i antal men beståndet anses vara livskraftigt.

## Utseende
Sundakrickan är en liten brun and med rubinröda ögon. Karakteristiskt är också den rundade och tydligt utåtbuktande pannan. På vingarna syns bjärt färgade grönvita vingspeglar.

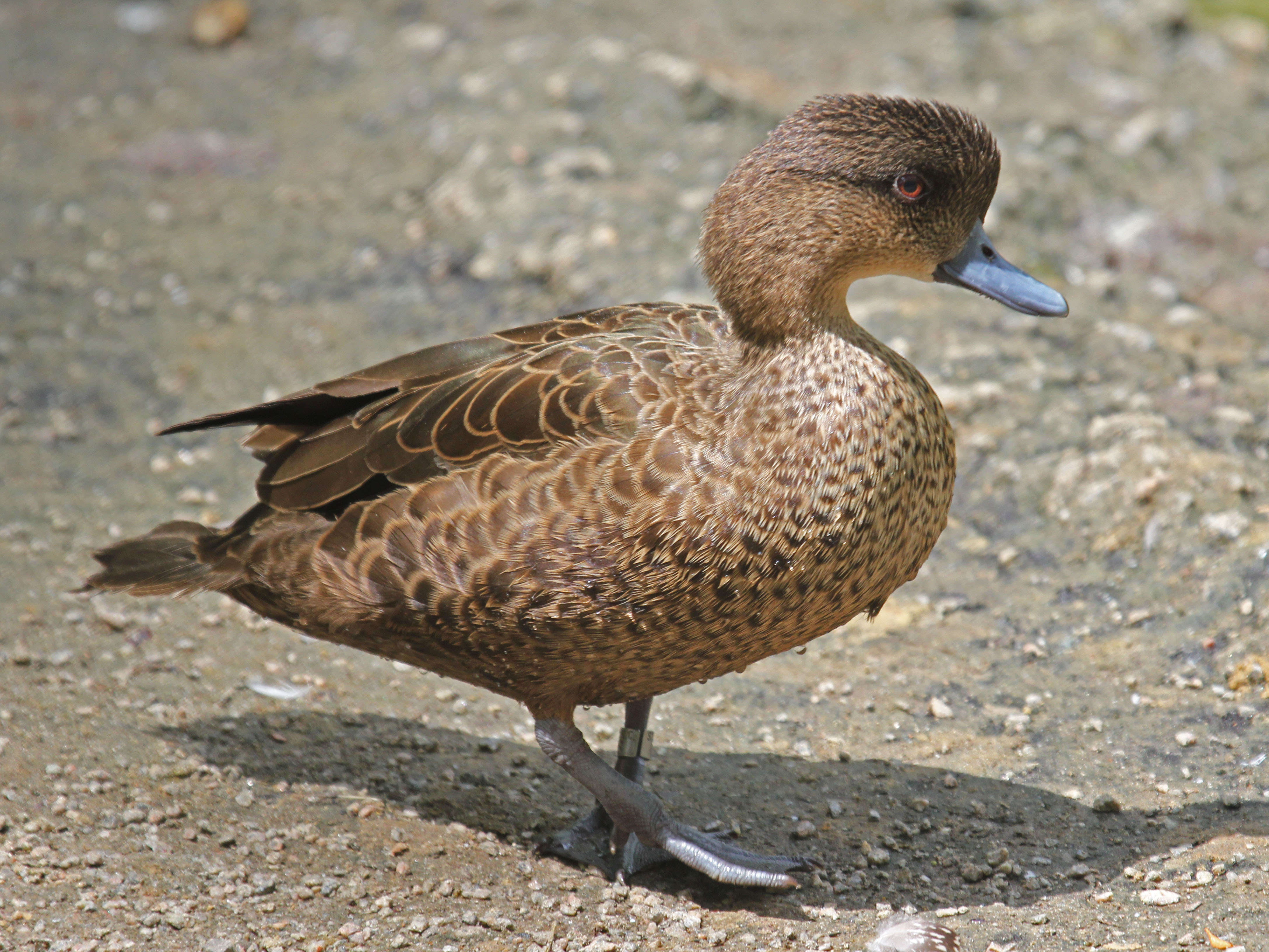

## Utbredning och systematik
Sundakrickan förekommer från Java och Sulawesi till östra Små Sundaöarna (Timor och Wetar). Tidigare behandlades gråkricka och andamankricka som en del av Anas gibberifrons och vissa gör det fortfarande. Den behandlas som monotypisk, det vill säga att den inte delas in i några underarter.

## Levnadssätt
Sundakrickan hittas i söt- och bräckvatten, ibland även i marina miljöer. Den ses vanligen i par eller smågrupper.

## Status och hot
Arten har ett stort utbredningsområde och en stor population, men tros minska i antal till följd av jakt och habitatdegradering, dock inte tillräckligt kraftigt för att den ska betraktas som hotad. Internationella naturvårdsunionen IUCN kategoriserar därför arten som livskraftig (LC). Världspopulationen uppskattas till mellan 10 000 och 100 000 individer.

## Namn
Arten har tidigare på svenska kallats indonesisk gråkricka.